# Lepisanthes chrysotricha
Lepisanthes chrysotricha là một loài thực vật có hoa trong họ Bồ hòn. Loài này được (Capuron) Buerki, Callm. & Lowry mô tả khoa học đầu tiên năm 2009.